# Costa-ricanische Fußballnationalmannschaft (U-17-Junioren)
Die costa-ricanische U-17-Fußballnationalmannschaft ist eine Auswahlmannschaft costa-ricanischer Fußballspieler. Sie unterliegt der Federación Costarricense de Fútbol und repräsentiert sie international auf U-17-Ebene, etwa in Freundschaftsspielen gegen die Auswahlmannschaften anderer nationaler Verbände, bei CONCACAF U-17-Meisterschaften und U-17-Weltmeisterschaften.
Die Mannschaft wurde 1994 CONCACAF-Meister.
Ihr bestes Ergebnis bei Weltmeisterschaften war das Erreichen des Viertelfinales 2001, 2003 und 2005.

## Teilnahme an U-17-Weltmeisterschaften
(Bis 1989 U-16-Weltmeisterschaft)
| 1985 | Vorrunde           |
| 1987 | nicht qualifiziert |
| 1989 | nicht qualifiziert |
| 1991 | nicht qualifiziert |
| 1993 | nicht qualifiziert |
| 1995 | Vorrunde           |
| 1997 | Vorrunde           |
| 1999 | nicht qualifiziert |
| 2001 | Viertelfinale      |
| 2003 | Viertelfinale      |
| 2005 | Viertelfinale      |
| 2007 | Achtelfinale       |
| 2009 | Vorrunde           |
| 2011 | nicht qualifiziert |
| 2013 | nicht qualifiziert |
| 2015 | Viertelfinale      |
| 2017 | Vorrunde           |
| 2019 | nicht qualifiziert |
| 2023 | nicht qualifiziert |

## Teilnahme an CONCACAF U-17-Meisterschaften
(1983–1988: CONCACAF U-16-Meisterschaft, 1999–2007: In zwei Gruppen ausgetragenes WM-Qualifikationsturnier)
| 1983 | nicht teilgenommen  |
| 1985 | 2. Platz            |
| 1987 | 3. Platz            |
| 1988 | Vorrunde            |
| 1991 | nicht teilgenommen  |
| 1992 | Vorrunde            |
| 1994 | Sieger              |
| 1997 | 3. Platz            |
| 1999 | 2. Platz (Gruppe A) |
| 2001 | Sieger (Gruppe A)   |
| 2003 | Sieger (Gruppe A)   |
| 2005 | Sieger (Gruppe A)   |
| 2007 | Sieger (Gruppe B)   |
| 2009 | Halbfinale 1        |
| 2011 | Viertelfinale       |
| 2013 | Vorrunde            |
| 2015 | Vorrunde            |
| 2017 | Vorrunde            |
| 2019 | Viertelfinale       |
| 2023 | Achtelfinale        |